# エドワード・ラジンスキー
エドワード・ラジンスキー（Э́двард Станисла́вович Радзи́нский, Edvard Radzinsky、1936年9月23日 - ）は、ロシアの歴史家、作家、脚本家。

## 著書
- 『皇帝ニコライ処刑』 上下 工藤精一郎 訳　日本放送出版協会 1993年 ISBN 978-4140801062 / ISBN 978-4140801079
- 『赤いツァーリ』 上下 工藤精一郎 訳　日本放送出版協会 1996年 ISBN 978-4140802557 / ISBN 978-4140802564
- 『真説ラスプーチン』 上下 沼野充義・望月哲男 訳　日本放送出版協会 2004年 ISBN 978-4140808573 / ISBN 978-4140808580
- 『アレクサンドル2世暗殺』 上下 望月哲男・久野康彦 訳　日本放送出版協会 2007年 ISBN 978-4140812327 / ISBN 978-4140812334